# La Grâce (roman)
Pour les articles homonymes, voir La Grâce.
La Grâce  est un roman de Thibault de Montaigu paru le 27 août 2020 aux éditions Plon et ayant reçu la même année le prix de Flore.

## Historique
Le roman est finaliste du prix Interallié et du prix des Deux Magots. Il reçoit, le 25 novembre 2020, le prix de Flore au premier tour de scrutin par sept voix contre trois à La Trajectoire des confettis de Marie-Eve Thuot et une à Un hiver à Wuhan d'Alexandre Labruffe.

## Résumé
L'auteur raconte son propre parcours spirituel et de conversion, chemin qui l'amène à découvrir celui de son oncle paternel qui, après une vie de fêtes et d'excès, a été touché par la grâce, à 37 ans, avant d'entrer chez les franciscains et faire vœu de pauvreté et d'abstinence.

## Éditions
- Éditions Plon[3], 2020  (ISBN 9782259284370).